# INOX Măgurele
INOX Măgurele este o companie producătoare de bunuri de larg consum din România.
Compania produce mobilier, tacâmuri inoxidabile, cuțite și diverse articole de uz casnic, recipiente din inox, și altele.
A fost înființată în 1937 de către un om de afaceri ceh, sub denumirea de Fabrica de tacâmuri Sandrik.
Inițial avea ca obiect de activitate producția de bijuterii și tacâmuri din argint.
După cel de-al doilea război mondial, societatea devine o firmă cu capital de stat și cunoaște succesiv transformări în domeniul obiectului de activitate.
Din 1964, compania se numește INOX.
După anul 1990, compania redevine societate pe acțiuni.
A fost privatizată în anul 1995 prin metoda MEBO și dispune în prezent de o nouă locație situată în orașul Măgurele, județul Ilfov.
Acțiunile companiei sunt tranzacționate la bursa Rasdaq sub simbolul INOX.
Cifra de afaceri în 2009: 7,2 milioane lei